# Осса (Равський повіт)
Осса (пол. Ossa) — село в Польщі, у гміні Біла-Равська Равського повіту Лодзинського воєводства.
Населення — 185 осіб (2011).
У 1975-1998 роках село належало до Скерневицького воєводства.

## Демографія
Демографічна структура станом на 31 березня 2011 року:
|          | Загалом | Допрацездатний вік | Працездатний вік | Постпрацездатний вік |
| -------- | ------- | ------------------ | ---------------- | -------------------- |
| Чоловіки | 93      | 17                 | 62               | 14                   |
| Жінки    | 92      | 13                 | 40               | 39                   |
| Разом    | 185     | 30                 | 102              | 53                   |